# Амирова, Марина Васильевна
Марина Васильевна Амирова (род. 9 марта 1938, Ленинград) — советский и российский тренер по плаванию. Заслуженный тренер СССР.

## Биография
Отец Марины Васильевны Амировой, Василий Поджукевич ― пловец и ватерполист, победитель Всесоюзной спартакиады 1928 года, трёхкратный чемпион СССР, Заслуженный мастер спорта СССР, участник Великой Отечественной войны, преподавал в Институте физкультуры имени Лесгафта.
Спортом Марина Васильевна начала заниматься в возрасте семи лет с подачи отца. Выступала на различных соревнованиях по водному плаванию, но больших успехов не достигла, зато обнаружила в себе тренерский талант. Окончила Ленинградский педагогический институт имени Герцена, по окончании которого работала тренером в ДЮСШ.
В 1963—1975 годах работала тренером Спортивного клуба армии Ленинградского военного округа. В 1975—1991 гг. ― тренер отделения плавания спортивного интерната олимпийского резерва № 62. В 1991—1996 — тренер Школы высшего спортивного мастерства. В 1973—1991 гг. — тренер и старший тренер сборной Ленинграда по плаванию. В 1977—1992 гг. — тренер сборной СССР. Под её руководством прошли подготовку чемпионки СССР, Европы и мира, мировые рекордсменки в плавании брассом, заслуженные мастера спорта СССР Юлия Богданова, Светлана Варганова, Елена Волкова; серебряный и бронзовый призёр Олимпийских игр в Москве и другие выдающиеся спортсменки.
В 1980 году была признана лучшим тренером по плаванию СССР. По состоянию на 2017 года по-прежнему продолжает тренировать.